# Тонунц Гурген Оганесович
Гурген Оганесович Тонунц (2 вересня 1922 — 21 вересня 1997) — радянський вірменський кіноактор. Заслужений артист Якутської АРСР (1961)/ Народний артист Вірменської РСР (1967). Народний артист Російської Федерації (1993).

## Життєпис
Навчався у Всесоюзному державному інституті кінематографії (1947–1948). Працював у Кустанайському театрі.
Грав у фільмах: «Аркуш із блокнота» (1965, Марданбек), «Останній подвиг Камо» (1973, Камо), «Ранок» (Шаумян), «Назустріч совісті» (Сардаров) та ін.
Знявся в українських стрічках: «Небо кличе» (1959, Верст), «Закон Антарктиди» (1963, Йоган Гааген), «Космічний сплав» (1964, епіз.), «Два роки над прірвою» (1965, угорський полковник), «Один шанс із тисячі» (1968, Кестер), «Повість про чекіста» (1969), «Поштовий роман» (1969, Михайло Ставракі).